# Tramlijn 80 (NMVB)/Centre
Tramlijn 80 van de NMVB was de op een na laatste klassieke buurtspoorwegtramlijn in België. Tramlijn 82 reed dezelfde route, maar reed door naar Bergen. Een periode reed tram 87 en 89 ook een deel van de route.

## Historie
Het gedeelte tussen Charleroi en Trazegnies werd in 1933 in gebruik genomen. In 1935 volgde de verlenging naar Bracquegnies en in 1952 werd de lijn doorgetrokken naar Maurage. Tien jaar later werd de tramlijn Maurage-Bergen (tramlijn 82) opgeheven. 
In 1983 werd lijn 80 in gebruik genomen, die via de nieuwe pre-metro in Charleroi reed. In 1984 werd de oorspronkelijke route via Marchienne verlaten, omdat er geen aansluiting op de pre-metro was voorzien in Marchienne. In 1986 werd de lijn ingekort tot Charleroi-Gosselies-Trazegnies, en kwam de tram dus niet meer in La Louviere en Maurage. Er werd beloofd dat dat slechts tijdelijk was, en dat na totale vernieuwing tussen Charleroi en Trazegnies ook daar de nieuwe BN-trams zouden gaan rijden. En dat kaderde dan weer in het pre-metro project van Charleroi. De vernieuwing begon inderdaad, en was volgens plan klaar op 1 september 1987. Het traject was echter toch niet geheel gereed en moest na enkele weken enkele honderden meters worden ingekort. 
Op 5 april 1988 werd lijn 80 weer tijdelijk opgeheven, uiteindelijk tot 1 juli. Ondertussen bleek dat de kosten van het geplande pre-metro / Métro Léger-netwerk de pan uit rezen en de plannen veel te ambitieus waren voor een kleine stad in een gebied met bevolkingsafname. Op 1 juli 1988 werden als gevolg daarvan plotsklaps alle werkzaamheden gestaakt en lijn 80 opgeheven. 
De oorzaak was wanbeleid van de regionale directeur, die echter weer ressorteerde onder de minister die de directeur niet tegenhield. De minister bleef maar geld geven voor de pre-metro, vanwege de Wafelijzerpolitiek. Toen uiteindelijk toch werd ingezien dat het een bodemloze put was, en de geldkraan werd dichtgedraaid, was dat echter te laat. Het zorgde voor een langdurig probleem: Charleroi bleef zitten met een incompleet mini-netwerkje dat nauwelijks reizigers trok, met veel nieuwe maar defecte trams. Reserve-onderdelen waren namelijk niet voorzien door de minister. De nieuwe trams bleken bovendien te groot en te zwaar te zijn. Door deze chaos aan constante problemen, wijzigingen en "tijdelijke" stakingen werden nog meer reizigers uit het openbaar vervoer verjaagd. Na deze opheffing was alleen lijn 90 nog over, maar ondanks totale vernieuwing zou dat ook niet lang meer duren.
De reistijd tussen Maurage en Charleroi bedroeg ongeveer 1 uur en 55 minuten. Lijn 82 vanaf Bergen deed er zo'n 45 minuten langer over.

### Oorspronkelijke route tot Courcelles
Charleroi, Route de Mons, samen met tram 31, 89, 90 en 92>>Marchienne-au-pont, Avenue de la Gare>>Rue de Roux>>Rue de Marchienne>>Roux, Rue de Courcelles>>Rue General De Gaulle>>Courcelles  Trieux. Tussen Marchienne en Courcelles lag enkelspoor, vooral naast de weg. Die ruimte is nu nog wel zichtbaar.
In 1984 moest de oorspronkelijke route verlaten worden, omdat er geen aftakking van de pre-metro / Métro Léger was voorzien. De omleidingsroute tussen Charleroi en Gosselies werd wel ijverig vernieuwd.

### Route na de omlegging
Vanaf het Zuidstation via de Chaussé de Bruxxelles naar Gosselies. Zo reden daar deels of geheel al de tramlijnen 54, 55, 56, 57, 58, 59, 60, 61, 62, 63, 64, 65 en 66, of hadden daar gereden. Te Gosselies Calvaire linksaf Rue E. Vandervelden op, en via de enkelsporige route van tram 57/58/59/61/63/64 naar Courcelles.  In 1988 bleek dat deze omleiding niet behouden zou blijven, ondanks dat Courcelles--Gosselies in 1982 nog vernieuwd was. Bij de later aangelegde snelweg A24 werd de op en afrit gekruist zonder beveiliging. 
Vanaf Courcelles: Rue du 28 juin 1919>>Rue du Trazegnies>>Rue du Gosselies>>Rue de Chapelle>>Chapelle-lez-Herlaimont, Rue de Trazegnies. De tram reed links naast de provinciale weg, en dan opeens met scherpe bocht de weg over en een krap straatje in: Rue Saint-André. Doodlopende straat; maar niet voor de tram. Aan het eind van de straat ging de tram alleen verder. Met een grote bocht om een bos heen werd de Rue de Marais bereikt en diagonaal overgestoken. Daarna ging het diagonaal door veld, om verderop bij de Rue de Gouy tussen twee huizen tevoorschijn te komen. Daarna Rue de Gouy>>Rue Robert>>Rue Solvay>>Rue de la Station>>Rue de La Hestre>>over spoorlijn 113>>kruist N59>>Rue de Bascoup>>voorbij de huidige rotonde met boog langs bos en dan langs Rue des Ateliers. Het deel langs het bos was tot 1968 een verhoogde baan met trambrug, waar de voormalige spoorlijn La Louviere--Bascoup onderdoor ging. Bij de driesprong werd rechts afgeslagen en de Rue des Ateliers gevolgd. Verderop bij splitsing de Rue de L'Enseignement op. Bij het atheneum de vrije baan op, rechts. In de bocht verderop was de hooggelegen halte Station Morlanwelz. De vrije baan gaat pal naast de treinsporen, en eindigt bij La Villa Mariemont. Hier sloot tram 30/31 aan. Tram 30, 31, 80, 82 en 87 reden gezamenlijk verder via Chaussé de Mariemont, Rue de L'Industrie, Chaussé de Jolimont, tot Rue Evrard. Tram 30/31 ging rechtdoor, tram 80/82/87 ging Rue Evrard in. Tram 39 reed hier ook. Daarna via de N535 door La Louviere. Bij de Rue de Belle Vue "koppelen" tram 30/31 weer aan, om niet meer weg te gaan. De N535 bleef gevolgd worden tot de Rue Leon Duray in Houdeng. Linksaf deze straat in, en de hele straat en verder links-rijdend tegen het verkeer in naar het kanaal. (Rue Leon Duray>>Place de Goegnies>>Rue L. Houtart>>Place de Aimeries.) Hier reden een periode maar liefst vijf tramlijnen op enkelspoor. Bij het kanaal met een wijde boog vanaf de linkerkant naar rechts, en dan schuin omhoog parallel aan het kanaal naar de Rue Semaille. Aan het einde de Pont Liebin over. Vervolgens Rue Liebin. Vóór de Rue Champagne reed de tram opeens rechts tussen de huizen door. Deze vrije baan is nu fietspad (RAVel L418). Slingerend door de velden werd de Rue de Marais bereikt. Vervolgens Rue Joseph Wauters (ter hoogte van huisnummer 135 kwam tram 37 uit een steeg)(de steeg is er nog) >>Rue Harmegnies, tot aan driehoekig pleintje.  Hier was keerdriehoek en eindpunt tram 30 of 31. Tram 80/82 en soms ook 30 of 31 gingen hierna linksaf onder spoorlijn 118 door; nu fietspad.(RAVel L 422) Aan het einde draaide de tram weer de weg op, rechtsaf, de Rue Dr.Coffé. Vervolgens Rue des Canadiens; bij het einde rechtsaf naar Rue Scoumanne. Kort na huisnummer 141 dook de tram weer het veld in, links, om bij de Rue du Roeulx weer linksaf de straat op te gaan. Daarna deze weg zuidwaarts af, tot aan het kanaal. Daar was rechts de keerdriehoek. Tram 82 reed tot 1962 nog door naar Mons. Bij de vele onoverzichtelijke bochten, hoeken en kruisingen en tijdens het "spookrijden" werd de tram-claxon veelvuldig gebruikt. Waarschuwingslichten waren er niet. Het vele enkelspoor was wel beveiligd volgens het NMVB-seinstelsel.

## Wetenswaardigheden
- Op dezelfde plek als waar er vier tramsporen naast elkaar lagen te Mariemont, lagen er voor het tram-tijdperk treinsporen. Dit was de voormalige spoorlijn La Louviere-Bascoupe. Het treintraject door het bos is nog te volgen. Er is ook nog een voetgangerstunnel, die zich ten noorden van de tramtunnel van tram 30/31 op hetzelfde pad bevindt.

- In 1988 werd ook het tramverkeer tussen Charleroi en Gosselies opgeheven, ondanks totale vernieuwing die reeds had plaatsgevonden. Alleen voor in- en uitrukken tot stelplaats Jumet werd het nog gebruikt. Ruim 20 jaar later werd besloten de tramdienst te herstellen, en werd de hele lijn opnieuw heraangelegd. In 2013 werd deze lijn geopend als M3.

- Deze buurtspoorweglijn kruiste in zijn bestaan op zijn ongeveer 37 kilometer lange route circa 13 gewone spoorlijnen, waarvan circa zes gelijkvloers. Veelal waren dit goederenlijnen (mijnbouw), en de meeste lijnen zijn opgeheven. Sommige zijn nu fietspad.